# Jean de Lingendes (poète)
Pour les articles homonymes, voir Jean de Lingendes.
Jean de Lingendes (né vers 1580 et mort vers 1615) est un poète français.

## Biographie
Jean de Lingendes appartient à une famille noble importante de la région de Moulins. Il épouse Marguerite Gascon de La Murette, fille d'un commissaire de l'artillerie de France. Il fut secrétaire du duc de Mayenne.
À Paris, Lingendes fréquente l'hôtel de Rambouillet, haut lieu de la vie littéraire et intellectuelle du XVIIe siècle, où la marquise de Rambouillet tenait salon.
Il s'illustre dans la poésie lyrique. Il est l'auteur d'un poème composé de cinq chants et près de trois mille vers divisés en sixains, Les Changements de la bergère Iris (Toussaint du Bray, Paris, 1605), et de nombreuses pièces de poésie parues dans les recueils collectifs de l'époque. La brièveté de son existence explique l'absence de corrections et de retouches sur ses vers imparfaits, ainsi que l'oubli.
Dans les Stances, Lingendes se situe dans l'héritage des élégiaques latins. Dans la pastorale, il subit l'influence d'Honoré d'Urfé et de Jorge de Montemayor (Los siete libros de la Diana), poète d'origine portugaise écrivant en castillan.
Le nom de Lingendes est cité dans Les Caractères de Jean de La Bruyère, présenté comme le contraire d'un sot : « elle va d'égal avec les grandes âmes, avec celles qui font les bonnes têtes, ou les hommes d'esprit. L'âme d'Alain ne se démêle plus d'avec celle du Grand Condé, de Richelieu, de Pascal et de Lingendes ».

## Œuvres
- Les changements de la bergère Iris (1623).
- Stances (Stances à Sylvie, Stances à Philis).
- Élégie pour Ovide.
- Poëme sur la naissance de M. de Rethelois.
- Ode à Marie de Médicis.
- Traduction en prose des ’’Épîtres’’ d'Ovide.